# Мордовская кухня
Мордовская кухня — традиционное искусство приготовления пищи мордовских народов эрзян и мокшан.

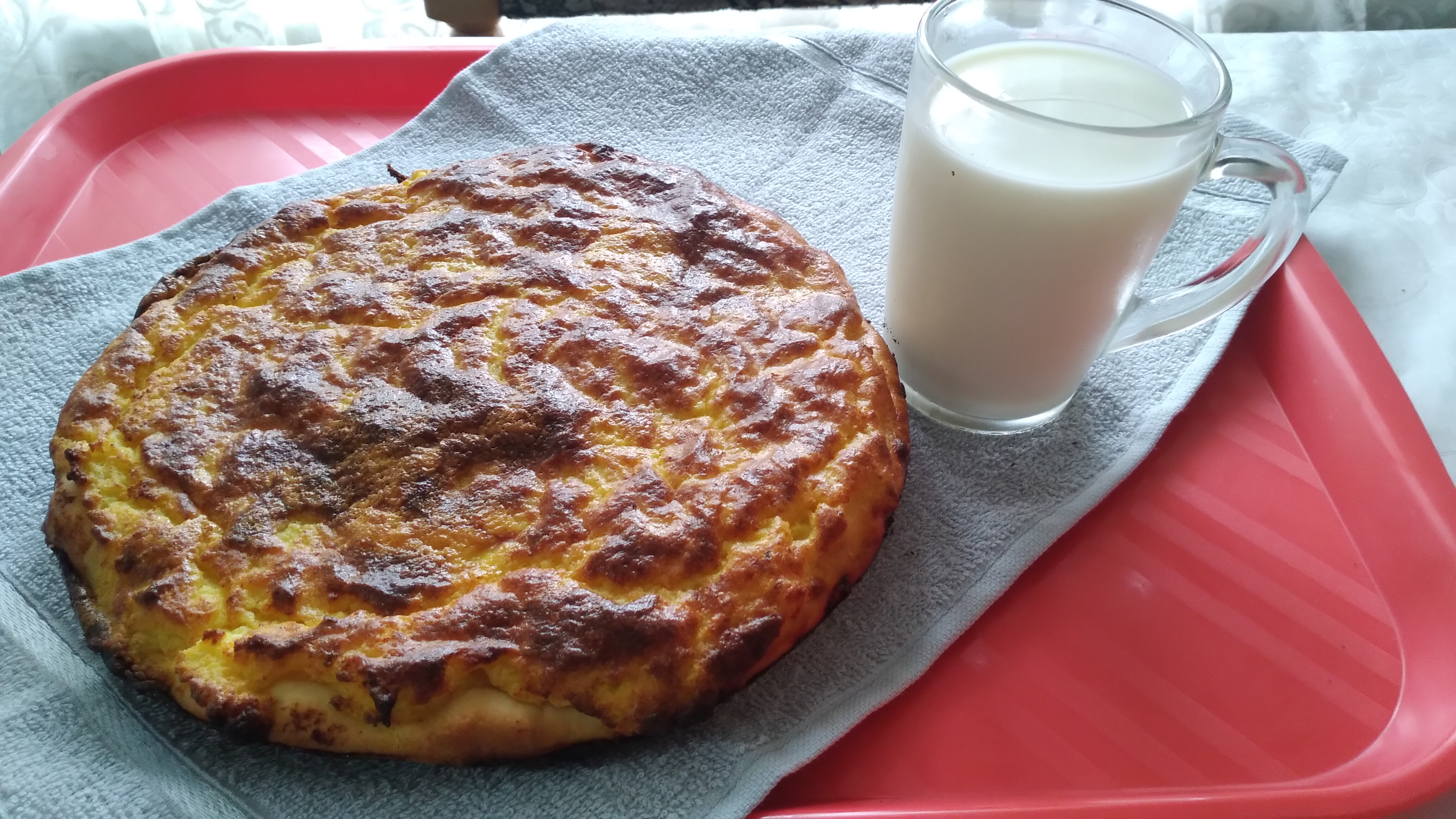
Эрзянский каймак (он же "панжакай"

Традиционная пища мордовских народов состояла в основном из продуктов земледелия: кислый хлеб, выпеченный в горячей печи на капустных листьях, жидкие каши из проса, чечевицы, гороха, заправленные конопляным маслом, пшеничные блины, которые выпекаются очень толстыми, пироги с различной начинкой.
На зиму сушат грибы для супов, квасят капусту, мочат яблоки. Широко известны соление свиного сала и копчение ветчины, как в дыму костра, так и над банной печкой. Мясо чаще всего употребляется в варёном виде, в супе. В летнее время делают окрошку с домашним кислым квасом. Повсеместно, в особенности по праздникам, делают пельмени. Употребляют молоко и молочные продукты, особенно творог. Из снятого кипячёного или топлёного молока, охлаждённого до температуры парного, готовят кислое молоко, добавляя для закваски старую простоквашу. Выдержав в тёплом месте до загустения, его выносят в погреб, Разбавленное водой, оно хорошо утоляет жажду. Со 2-й половины XIX века в пищевой рацион вошёл картофель, названный «земляным яблоком» — модамарь.
 Напитки — квас, кислое молоко, берёзовый сок. В качестве хмельных напитков выступали пуре, изготовленное из мёда, и поза. Её делали из ржаной муки или сахарной свёклы.
У мордовских народов имелось немало традиционных обычаев и обрядов, которые сопровождались приуроченными к ним кушаньями. На крестины варили молочную пшённую кашу, считавшуюся, подобно яйцам, символом плодородия. Каждый участник крестин, отведав её, поздравлял родителей с прибавлением в семье и выражал пожелание новорождённому прожить столько лет, сколько крупинок каши в горшке. К свадьбе пекли главный пирог — лукш из кислого ржаного теста или пшеничной муки с начинкой в 7—12 слоёв.
Кроме того, пекли пироги «груди молодушки» с начинкой из творога, сопровождавшие специальное моление в доме жениха, во время которого просили верховного бога Нишке (Шкай), чтобы молодушка имела в грудях много молока и чтобы родила семеро сыновей и столько же дочерей. «Хлеб здоровья» (шумбра кши) брали с собой сваты и клали на стол в доме невесты, начиная обряд сватовства; «хлеб здоровья» помещали на дно большой долблёной кадушки с крышкой (парь), куда укладывалось имущество невесты (приданое) перед отправкой её в дом жениха.